# Kootwijkerbroek
Kootwijkerbroek (Nedersaksisch: Kootjebroek) is een dorp in de gemeente Barneveld, in de Nederlandse provincie Gelderland. Het dorp heeft, inclusief de omgeving, 5.840 inwoners (2023). Het dorp, gelegen in de Gelderse Vallei, ten oosten van Barneveld, heeft een belangrijke agrarische functie in dit deel van de vallei. De buurtschappen Esveld en Essen behoren tot Kootwijkerbroek.

## Geschiedenis
Het dorp Kootwijkerbroek bestaat nog niet zo lang. Het is ontstaan doordat inwoners van Kootwijk de moerassen in deze omgeving tot landbouwgronden ontgonnen. De buurtschap Essen, ten zuidoosten van het dorp, is echter ouder.
Daarnaast wordt er in de 15de eeuw voor het eerst melding gemaakt van de molen Puurveen, destijds een standerdmolen die tijdens een storm rond 1850 is vergaan. Kort daarna werd er een nieuwe molen gebouwd, welke is afgebrand op 14 februari 1964. De Puurveense molen is in 2015 en 2016 herbouwd. In september 2016 draaiden de wieken van de herbouwde molen voor het eerst weer.
In 2001 kwam Kootwijkerbroek landelijk in het nieuws, in verband met het verzet van bewoners tegen de massale ruiming van rundvee na de ontdekking van mond-en-klauwzeer (zie MKZ-crisis (2001)). Door inzet van de Mobiele Eenheid konden enkele medewerkers van de RVV worden ontzet. Tientallen dorpelingen werden gearresteerd. Hierna is het nog wekenlang onrustig geweest in het dorp. In 2011 bleek dat het tweede onderzoek, waar de boeren destijds vergeefs om vroegen, wel was gedaan. Het toonde geen MKZ aan.
Kootwijkerbroek heeft een uitgesproken kerkelijk en deels een reformatorisch karakter. De grootste kerk is de Gereformeerde Gemeente. Deze heeft in 2008 haar kerk uitgebreid naar 1.750 zitplaatsen. Inmiddels is de kerk weer te klein en worden plannen gemaakt om het gebouw verder uit te breiden naar circa 2.200 zitplaatsen, omdat er niet meer genoeg plek is voor de 2.400 leden van de kerk. Bij de gemeenteraadsverkiezingen van 2010 kreeg de SGP in dit dorp 51,2% van de stemmen.

## Afbeeldingen

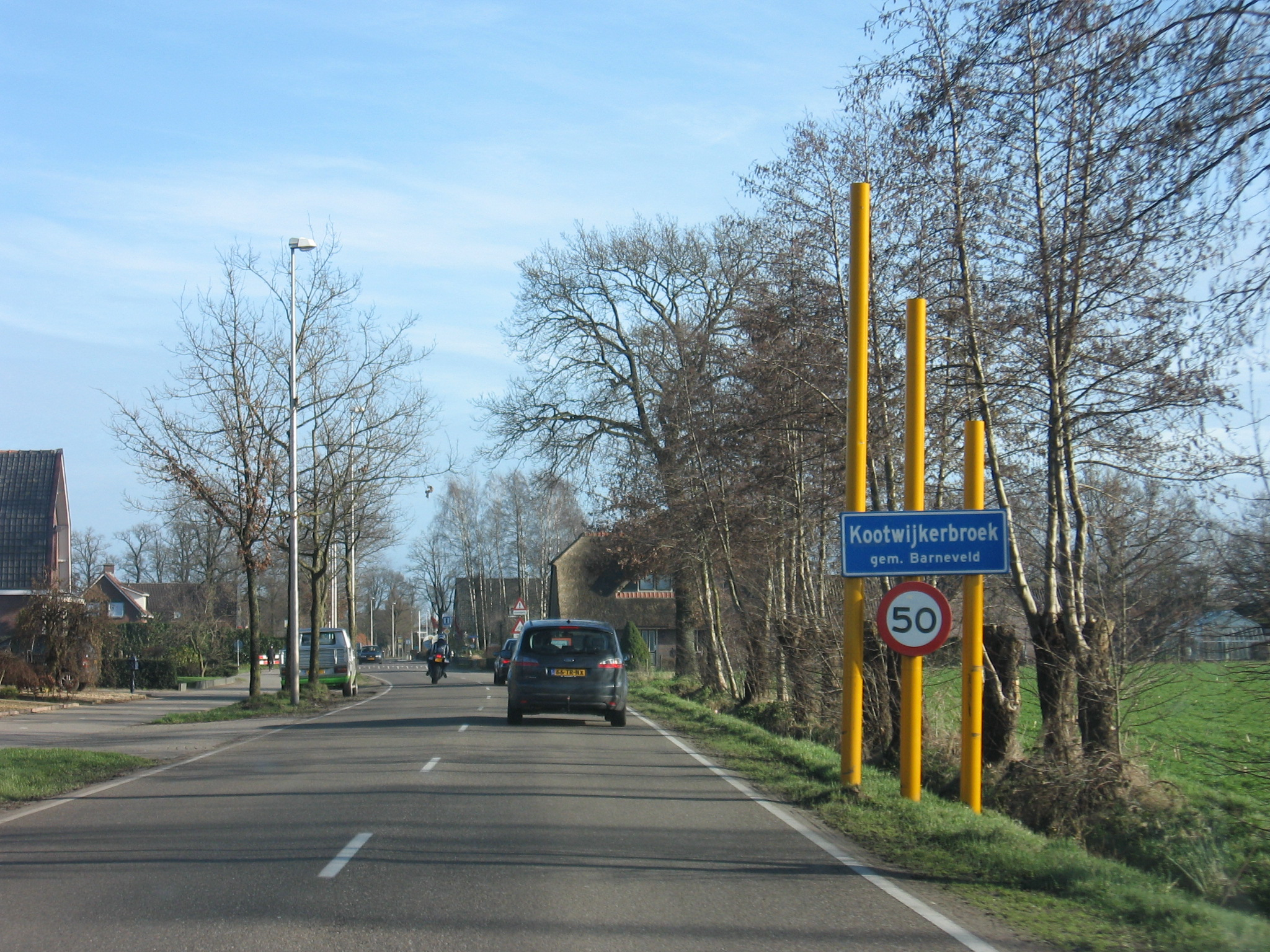
Toegang tot het dorp
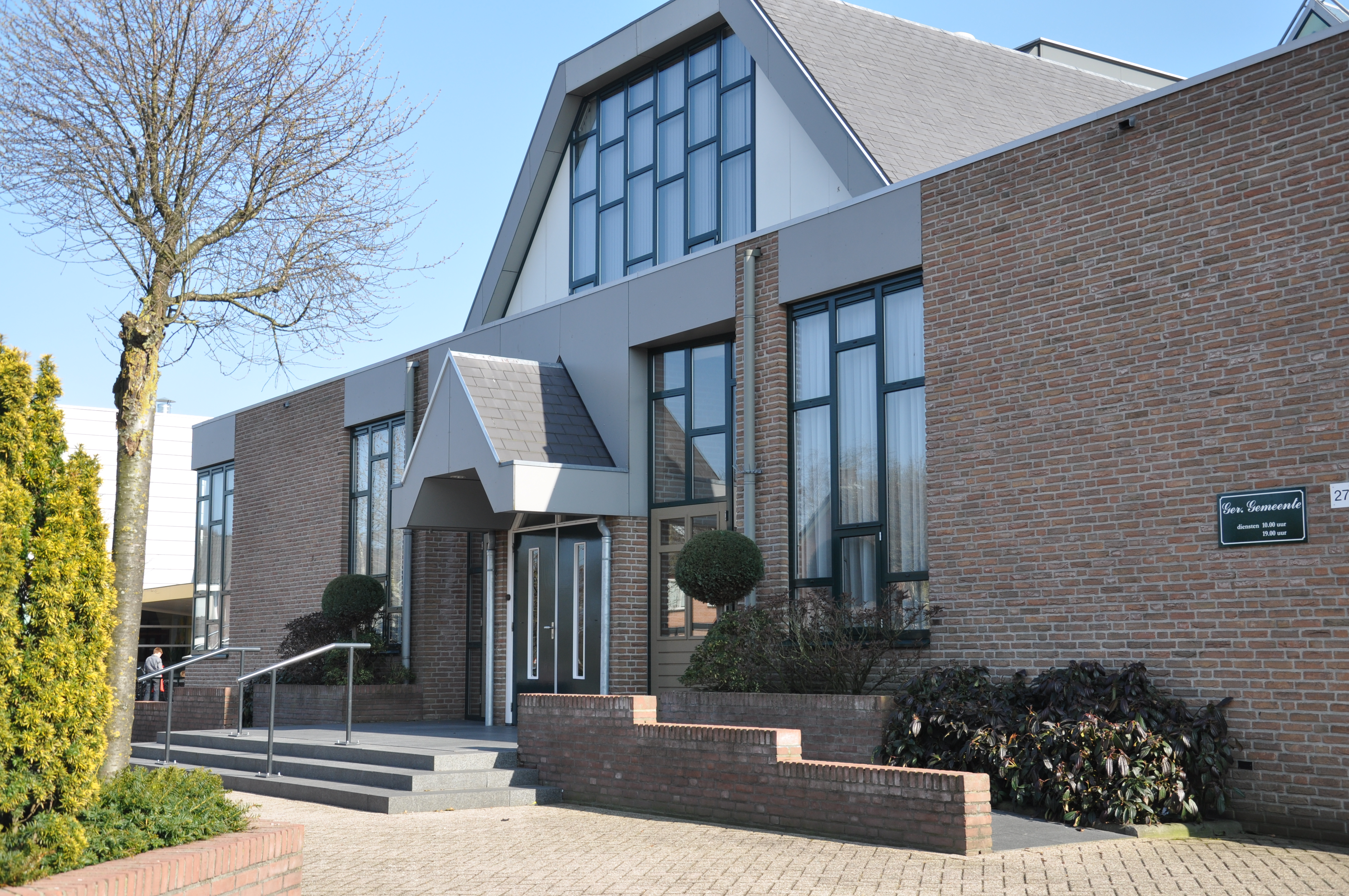
Gereformeerde Gemeente Kootwijkerbroek
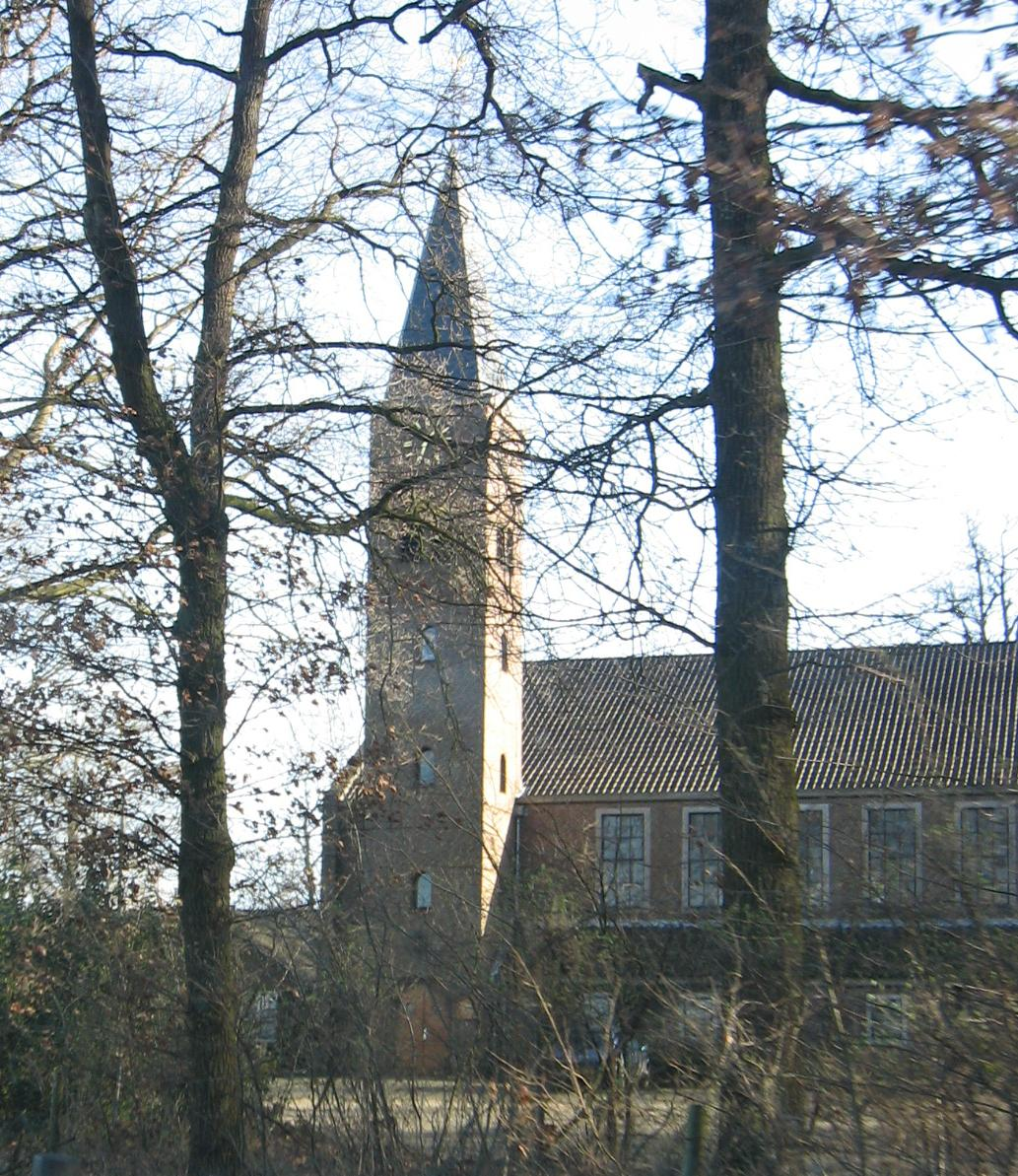
Hervormde kerk van Kootwijkerbroek
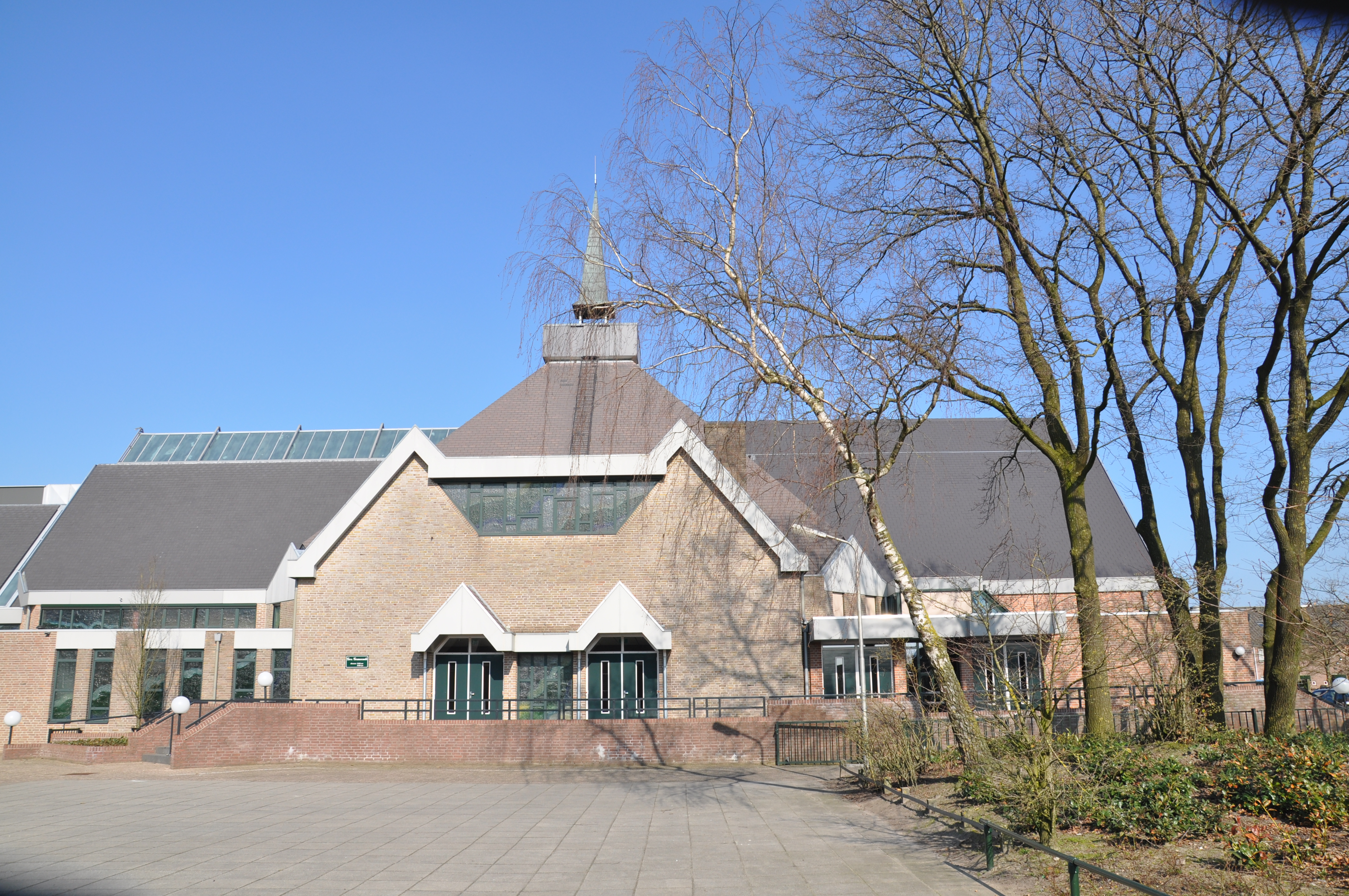
Gereformeerde Gemeente Kootwijkerbroek
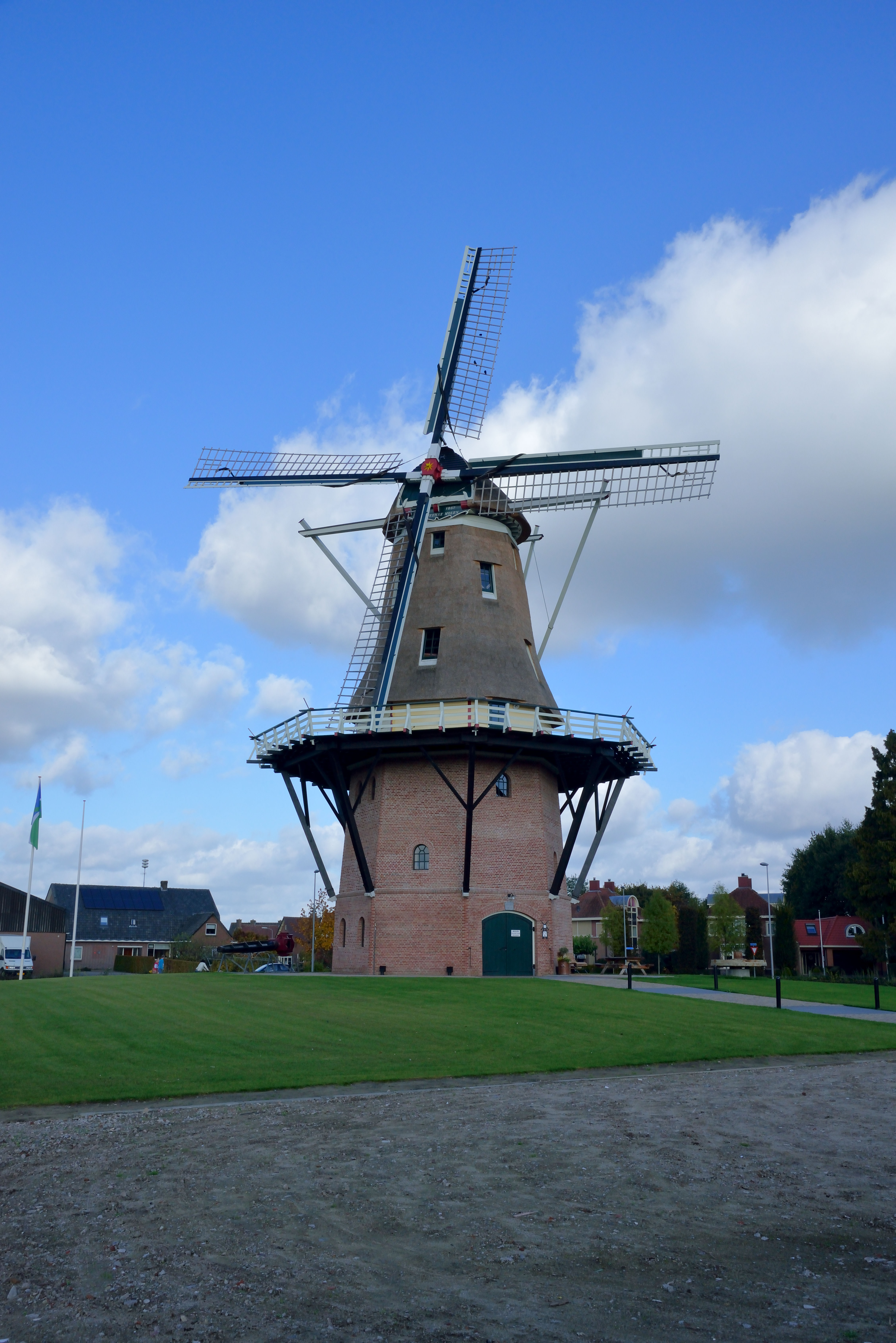
Puurveense molen